# Andovce
Andovce é um município da Eslováquia, situado no distrito de Nové Zámky, na região de Nitra. Tem 10,78 km² de área e sua população em 2018 foi estimada em 1.579 habitantes.

## Demografia
| Ano:        | 1994 | 2004   | 2014   | 2024    |
| ----------- | ---- | ------ | ------ | ------- |
| Broj ljudi: | 1219 | 1296   | 1417   | 1792    |
| Razlika:    |      | +6,31% | +9,33% | +26,46% |

| Ano:               | 2023 | 2024   |
| ------------------ | ---- | ------ |
| Número de pessoas: | 1775 | 1792   |
| Diferença:         |      | +0,95% |